# JC Squad
JC Squad es el segundo álbum de alabanza y adoración de Planetboom. Cinco sencillos del álbum fueron lanzados entre el 2019 y 2020: "Kamsahamnida", "Unshakeable", "Ily", "Jesus Is the Key" and "JC Squad". Planetshakers Los ministerios Internacionales y Venture3Media lanzaron el álbum el 15 de enero del 2021.

## Recepción de la crítica
Joshua Galla de New Release Today dijo: "Planetboom logró algo que pocas otras bandas y artistas tienen, un sonido único. Ninguna otra banda suena como Planetboom independientemente de la pista. Es memorizar. Es único. Es exagerado. Es todo lo que yo nunca supe que mis oídos y mi alma necesitaban. Adoro toda la instrumentación y los paisajes sonoros eclécticos. Este es uno de los pocos álbumes que he escuchado más de 10 veces en menos de un mes. Espero que otras bandas de grupos juveniles sigan la Molde creativo que Planetboom ha puesto en marcha ". Tracy Epperson de Faith Filled Family Magazine dijo: "No se puede negar que este álbum está escrito por entusiastas de Cristo. Esta música me hace querer bailar y cantar fuerte; su sonido es edificante e inspirador. El mensaje trata sobre la redención, la superación y el ser amado; en conjunto eleva el alma. La música cubre una gama de géneros desde el pop cristiano hasta el rock cristiano y el rap hasta el trap, el EDM cristiano y los himnos fáciles de escuchar. Uf. Dicho esto, diría que el K-Pop es el predominante vibra. Es música moderna con letras centradas en Cristo."

## Listas de canciones
| No.             | Título                           | Escritor(es)                            | Duración |
| --------------- | -------------------------------- | --------------------------------------- | -------- |
| 1.              | "Walk"                           | Josh Ham / Noah Walker                  | 3:10     |
| 2.              | "JC Squad"                       | Josh Ham / Noah Walker                  | 3:43     |
| 3.              | "Got Me Like"                    | Josh Ham                                | 4:19     |
| 4.              | "I'm Alive"                      | Andy Harrison / Josh Ham                | 4:20     |
| 5.              | "Ily (Live)"                     | Josh Ham / Andy Harrison                | 7:05     |
| 6.              | "All I Need"                     | Aimee Evans / Josh Ham                  | 4:54     |
| 7.              | "Jesus Is The Key"               | Andy Harrison / Josh Ham                | 6:29     |
| 8.              | "Unshakeable"                    | Josh Ham / Noah Walker                  | 3:17     |
| 9.              | "Battleborn"                     | Josh Ham / Noah Walker                  | 3:12     |
| 10.             | "Kamsahamnida (Live)"            | Andy Harrison / Josh Ham                | 3:44     |
| 11.             | "Loved by You"                   | Josh Ham / Andy Harrison                | 4:54     |
| 12.             | "Praise Over Problems (VIP Mix)" | Josh Ham / Andy Harrison / Sene Smalley | 3:21     |
| Total duración: | Total duración:                  | Total duración:                         | 52:00    |